# Csöndes J. Ferenc
Csöndes J. Ferenc (1833 – Sopron, 1882. szeptember 6.) tanár, iskolaigazgató.

## Élete
Nyilvános jogú tan- és nevelőintézet tulajdonosa és igazgatója Sopronban. Intézete 1874. február 20. nyert nyilvánossági jogot.
Gazdasági cikkeket irt a Falusi Gazdába (1865.) és a Kertész-Gazdába (1865–66.) Program-értekezései: Elveink és eredményeink, A szülékhez és A zártköri intézeti nevelés (A Csöndes-élet Intézet Értesítője 1875. 1879. 1880.)
Szerkesztette az intézet Értesítőit és a Sopron című lapnak tulajdonosa volt 1871–73-ban.